# FA Charity Shield 1927
Lo FA Charity Shield 1927, noto in italiano anche come Supercoppa d'Inghilterra 1927, è stata la 14ª edizione della Supercoppa d'Inghilterra.
Si è svolto il 12 ottobre 1927 allo Stamford Bridge di Londra tra il Cardiff City, vincitore della FA Cup 1926-1927 e il Corinthian.
A conquistare il titolo è stato il Cardiff City che ha vinto per 2-1 con reti di Len Davies e Hughie Ferguson.

## Partecipanti
| Squadre      | Qualificazione                   | Partecipazioni precedenti (il grassetto indica la vittoria) |
| ------------ | -------------------------------- | ----------------------------------------------------------- |
| Cardiff City | Vincitore della FA Cup 1926-1927 | Nessuna                                                     |
| Corinthian   | ?                                | Nessuna                                                     |

## Tabellino
| Londra 12 ottobre 1927                                   | Cardiff City | 2 – 1 referto | Corinthian | Stamford Bridge (16.500 spett.) |
| \| \| \| \| \| Davies Ferguson \| Marcatori \| Ashton \| |              |               |            |                                 |
|                                                          |              |               |            |                                 |
| Davies Ferguson                                          | Marcatori    | Ashton        |            |                                 |

### Formazioni
| Cardiff City: |    |                  |
|               |    |                  |
| P             | 1  | Tom Farquharson  |
| D             | 2  | James Nelson     |
| D             | 3  | Billy Hardy      |
| C             | 4  | Sam Irving       |
| C             | 5  | Fred Keenor      |
| C             | 6  | George Blackburn |
| A             | 7  | Billy Thirlaway  |
| A             | 8  | Len Davies       |
| A             | 9  | Hughie Ferguson  |
| A             | 10 | Ernie Curtis     |
| A             | 11 | George McLachlan |
| Allenatore:   |    |                  |
| Fred Stewart  |    |                  |

| Corinthian: |    |                |
|             |    |                |
| P           | 1  | A. Russell     |
| D           | 2  | Arthur Knight  |
| D           | 3  | Alfred Bower   |
| C           | 4  | W. Whewell     |
| C           | 5  | A. Chadder     |
| C           | 6  | F. Ewer        |
| A           | 7  | R. Jenkins     |
| A           | 8  | Gilbert Ashton |
| A           | 9  | Claude Ashton  |
| A           | 10 | Frank Hartley  |
| A           | 11 | Kenneth Hegan  |

| Cardiff City | Corinthians |